# Česká inspekce životního prostředí
Česká inspekce životního prostředí, zkráceně ČIŽP, je orgán státní správy České republiky podřízen Ministerstvu životního prostředí, který je pověřen dozorem nad respektováním právních předpisů a závazných rozhodnutí správních orgánů v oblasti životního prostředí. Inspekce byla zřízena v roce 1991 zákonem č. 282/1991 Sb., o České inspekci životního prostředí a její působnosti v ochraně lesa jako rozpočtová organizace Ministerstva životního prostředí, nyní funguje jako orgán státní správy a organizační složka státu podřízená tomuto ministerstvu.
Inspekce mj. zjišťuje nedostatky, popřípadě škody vzniklé na životním prostředí, jejich příčiny a původce, ukládá opatření k odstranění a nápravě zjištěných nedostatků, omezuje nebo zastavuje škodlivou činnost právnických nebo fyzických osob, ukládá právnickým a fyzickým osobám pokuty za prokázané porušení stanovených povinností v oblasti životního prostředí a provádí kontrolu uložených opatření. Podílí se rovněž na řešení havárií, zejména v ochraně vod.
ČIŽP vykonává činnost v pěti oblastech, a to v:
- ochraně ovzduší
- ochraně vod
- odpadovém hospodářství
- ochraně přírody
- ochraně lesa

## Organizační struktura

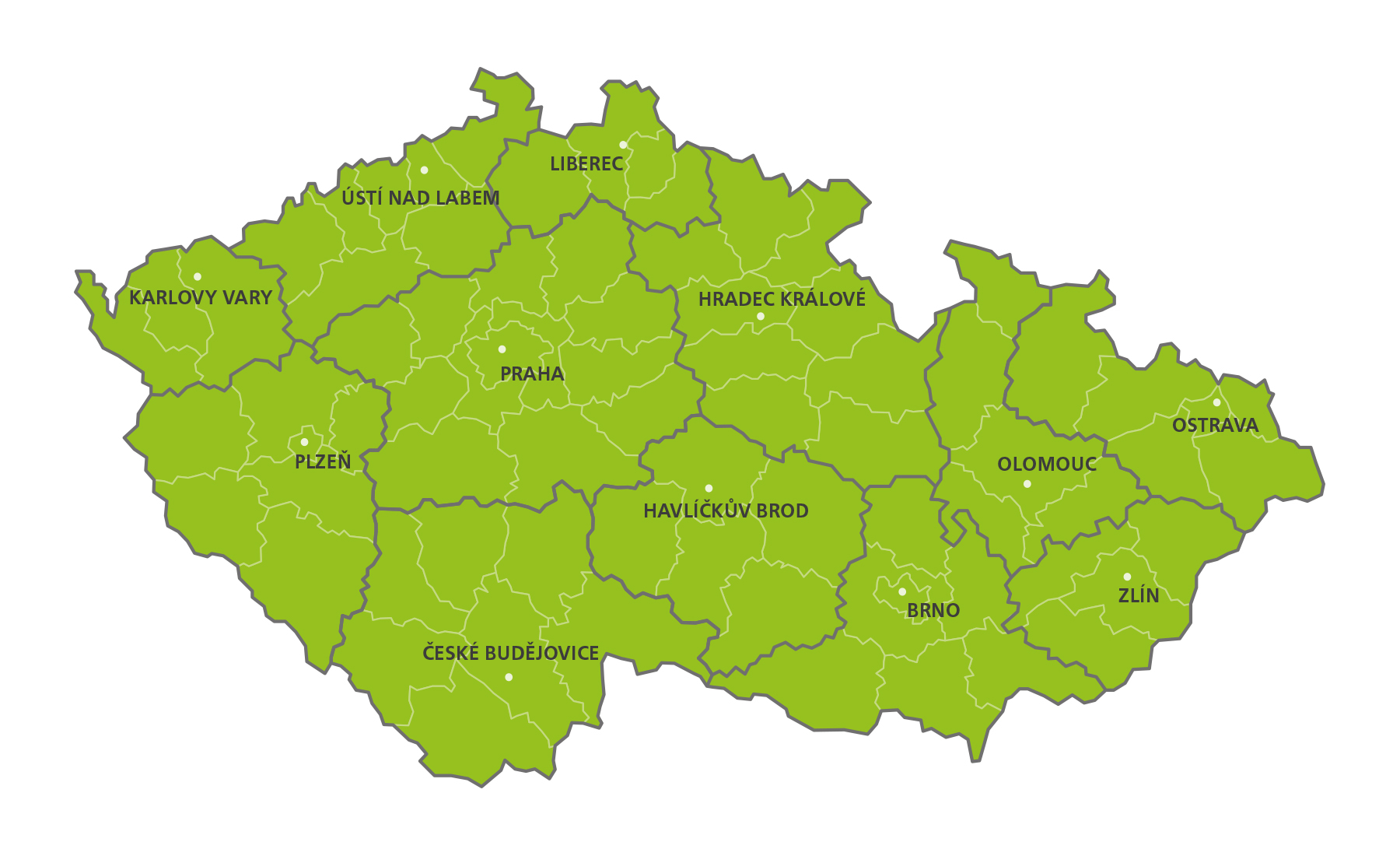
Mapa oblastních inspektorátů

Česká inspekce životního prostředí je institucí s celostátní působností. Kromě ředitelství v Praze je ČIŽP organizačně dělena na oblastní inspektoráty, které sídlí v Brně, Českých Budějovicích, Havlíčkově Brodu, Hradci Králové, Liberci, Olomouci, Ostravě, Plzni, Praze a Ústí nad Labem; dále existují pobočky ve Zlíně a Karlových Varech. Každý inspektorát se skládá z oddělení, které působí v těchto oblastech: ochrana ovzduší, ochrana vod, odpadové hospodářství, ochrana přírody a ochrana lesa. Ředitele ČIŽP jmenuje ministr životního prostředí; od 17. února 2023 v této funkci působí Petr Bejček.

## Přehled činnosti ČIŽP
- Dozírá na dodržování právních předpisů na ochranu životního prostředí,
- provádí inspekce - kontroly,
- ukládá opatření k nápravě zjištěných nedostatků,
- ukládá sankční opatření za nedodržování zákonů životního prostředí,
- kontroluje obchod a nakládání s ohroženými druhy živočichů, rostlin a výrobků z nich (nelegálně získané jedince a předměty odebírá),
- omezuje, případně zastavuje provozy, pokud vážně ohrožují životní prostředí,
- podílí se na řešení starých ekologických zátěží,
- řeší podněty občanů i právnických osob,
- poskytuje informace na základě žádostí ve smyslu platných zákonů,
- informuje veřejnost i sdělovací prostředky a orgány státní správy o údajích o životním prostředí, které získává při inspekční činnosti,
- vypracovává stanoviska pro jiné orgány státní správy,
- podílí se na řešení havárií v oblasti životního prostředí,
- spolupracuje s inspekčními orgány zemí Evropské unie a sítí inspekčních orgánů EU (tzv. IMPEL),
- stanovuje poplatky za vypouštění odpadních vod a odběr podzemních vod.

### Ochrana lesa
Česká inspekce životního prostředí v ochraně lesa zjišťuje nedostatky a škody na funkcích lesa jako složce životního prostředí. Může uložit pokutu tomu, kdo
- neoprávněně používá lesní půdu k jiným účelům než pro plnění funkcí lesů,
- vytvoří podmínky pro působení škodlivých činitelů,
- neplní uložená opatření.

V  případě hrozící škody je ČIŽP oprávněna nařídit omezení, popřípadě zastavení výroby nebo jiné činnosti až do doby odstranění nedostatků a jejich příčin.
Od 1.1.2024 ČIŽP přišla o kompetence vůči nepodnikajícím fyzickým osobám dle zákona č. 114/1992 Sb.. V rámci této agendy se z více než 50 % jednalo o nepovolené kácení dřevin rostoucích mimo les. Tuto kompetenci budou mít nadále pouze obecní úřady obcí s rozšířenou působností, krajské úřady, AOPK a vojenské újezdy. 
Inspekce se nově zaměří na škody způsobené zvěří, poškození půdního krytu v lesích a nepovolené zábory lesní půdy (stavba na lesním pozemku). Naopak se budou výrazně méně kontrolovat činnosti spadající pod hospodářskou část ochrany lesa.
Vybrané judikáty
- Spor o pokácení dřevin rostoucích mimo les (rozsudek 23.08.2023)
- Spor o nezalesnění holiny starší dvou let (06.03.2023)
- Spor o uložení sankce za nepovolené terénní úpravy lesního pozemku (22.06.2023)
- Spor o pozdní zásah proti lýkožroutu smrkovému (29.11.2023)
- Spor LČR se správními orgány o včasnou reakci na kůrovcovou kalamitu (31.03.2023)
- Spor o narušení lesní půdy v důsledku lesní těžby a dopravy (25.07.2023)
- Spor o prokázání ohrožení životního prostředí v lesích

## Kritika
ČIŽP jako kontrolní a represivní orgán se při své činnosti nevyhnula některým kontroverzním kauzám. Na šikanu ze strany úředníků si stěžují chovatelé exotických zvířat a ptáků. Zdá se, že ČIŽP významně přispěla k zadržení uznávaného chovatele p. Ludvíka Hovorky na Bali, na které ho je od vypuknutí aféry stále vydán mezinárodní zatykač.
Za nedovolený sběr orchidejí byli na Novém Zélandu v roce 2004 zadrženi dva Češi. Jedním ze zadržených byl inspektor České inspekce životního prostředí v Brně Jindřich Šmiták. Soud nakonec při vynesení rozsudku přihlédl k tomu, že rostliny nebyly trhány pro komerční účely, ale pro vědecké účely amatérských botaniků. Oba obvinění tak nakonec vyvázli za nedovolené trhání vzácných orchidejí s pokutou. Každý z nich musí zaplatit 7.500 novozélandských dolarů (asi 138 000 korun) a kromě pokuty uhradit ještě soudní poplatky a náklady obžaloby ve výši 1130 dolarů (30 000 korun).
Další z mediálně známých a problematických kauz je údajné odhalení nelegálního obchodu z terarijními zvířaty pracovníky ČIŽP (inspektor Karel Kerouš) , které kritizoval Jiří X. Doležal ve serii článků pro časopis Reflex i své knize "Psychoželva Leesa a lov rohatých zmijí". Tato kauza se vlekla několik let a obě strany sporu se k ní v médiích několikrát vyjadřovaly. Chovatelé plazů mají na aktivity ČIŽP značně kritický názor.
Ze zaujatosti obviňují ČIŽP také někteří sokolníci nebo provozovatelé záchranných stanic.
Odpůrci ČIŽP často vyčítají nedostatečnou odbornou zdatnost některých jejích inspektorů, která vede k pochybením, poškozování nebo i úhynům zadržených nebo kontrolovaných živočichů atp.[zdroj?] Často je veřejností[kdo?] ČIŽP vyčítána přílišná aktivita při nepodstatných pochybeních a drobných administrativních chybách namísto řešení opravdu závažných problémů.
Represivní postihování sběratelů hmyzu a entomologů na entomologických burzách a kriminalizace amatérské entomologie je dlouhodobě terčem kritiky.
V roce 2020 opustilo ČIZP z důvodu zhoršení pracovní atmosféry ze strany zaměstnavatele všech pět inspektorů oddělení CITES.
ČIŽP je kritizována za to, že reaguje pomalu nebo vůbec, když jsou ničeny cenné biotopy. Poslanci kritizovali ČIŽP za nekoordinovaný postup bezprostředně po úniku toxických látek do řeky Bečvy v roce 2020. Česká společnost entomologická podala v roce 2021 na ČIŽP trestní oznámení ohledně vyhubení chráněného motýla jasoně dymnivkového v oboře Bulhary v CHKO Pálava.
ČIŽP udělila v červnu 2023 pokutu 1500 Kč studentovi Chrudimského gymnázia za to, že od svých šesti let měl v entomologické sbírce dva exempláře motýlů (otakárek fenyklový a otakárek ovocný). Toto jednání ČIŽP ve smyslu striktního výkladu zákona o ochraně přírody a krajiny je považováno za amorální byrokratický přístup.